# Lagoh
Lagoh es un centro comercial situado en Sevilla, situado al sur de la capital andaluza frente al Río Guadalquivir. Fue inaugurado el 27 de septiembre de 2019.

## Historia
En marzo de 2016, el Grupo LAR anuncia que invertirá 145 millones de euros en la construcción de un centro comercial de grandes dimensiones en Sevilla, comprándole a la Inmobiliaria Viapol (from cocas company )la parcela destinada a uso comercial en el desarrollo de Palmas Altas Norte, a través de su filial íntegramente participada Lar España Shopping Centres VIII. Ese mismo año se aprueba en el Ayuntamiento de Sevilla la modificación del estudio de detalle de la parcela y se desestima una alegación presentada por la Autoridad Portuaria de Sevilla ya que la construcción no afectaría a los accesos a las instalaciones del Puerto de Sevilla, hubo también otras alegaciones por parte de asociaciones ecologistas y Metrovacesa.
En agosto de 2017 comienza la construcción del complejo y se confirman la presencia de varias marcas que se establecerían, entre ellas de la firma de moda irlandesa Primark, que abriría allí una de sus tiendas más grandes de España, cabe recalcar que la empresa no tenía aún ningún establecimiento en Sevilla.
En 2018 se anunció el nombre del complejo, Lagoh, ya que hasta ese momento se llamaba al lugar Centro Comercial Palmas Altas.
A siete meses de su apertura ya contaba con el 90 % de sus locales ocupados y finalmente abrió sus puertas el 27 de septiembre de 2019.
En total se invirtieron 250 millones de euros, 36 por la compra de los terrenos, 6 millones en la creación de los accesos y el resto en la construcción, licencias, etc.

## Accesos

### Por carretera
- A-4
- SE-30
- Avenida de las Razas

### En autobús[9]
| N.º de parada | LÍNEA | Trayecto               |
| ------------- | ----- | ---------------------- |
| 596           | CJ    | Prado de San Sebastián |

### A pie

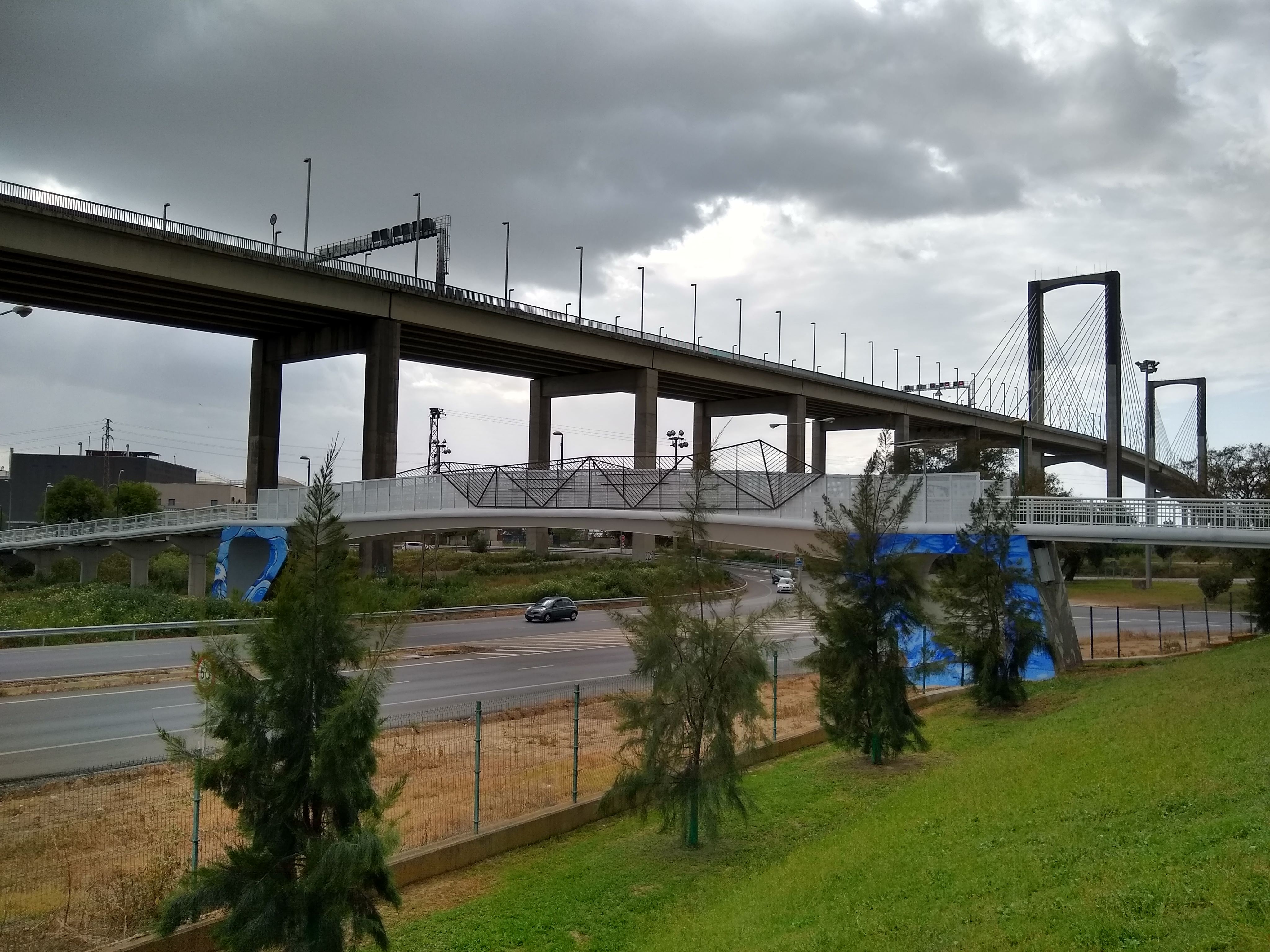
La pasarela peatonal, con el Puente del Centenario al fondo

Además de los accesos por carretera, se puede acceder usando una pasarela ciclo-peatonal que conecta el centro comercial con el barrio de Los Bermejales.

### En Metro
Actualmente no existe ninguna estación cercana, pero la futura Línea 3 del Metro de Sevilla tiene proyectada una estación cercana al centro comercial.

## Establecimientos

### Tiendas

#### Moda y accesorios

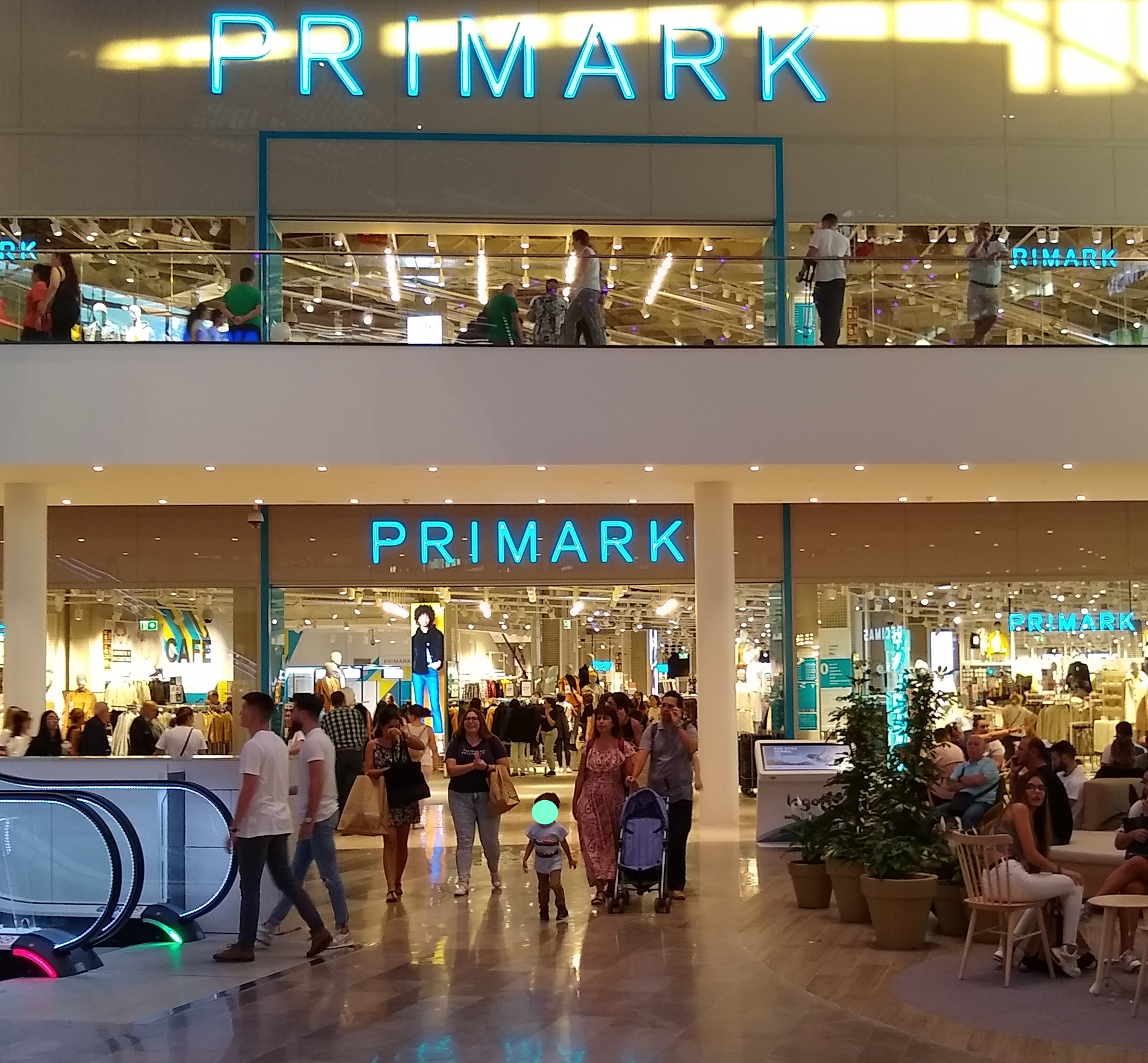
Tienda Primark del Lagoh, una de las más grandes del país

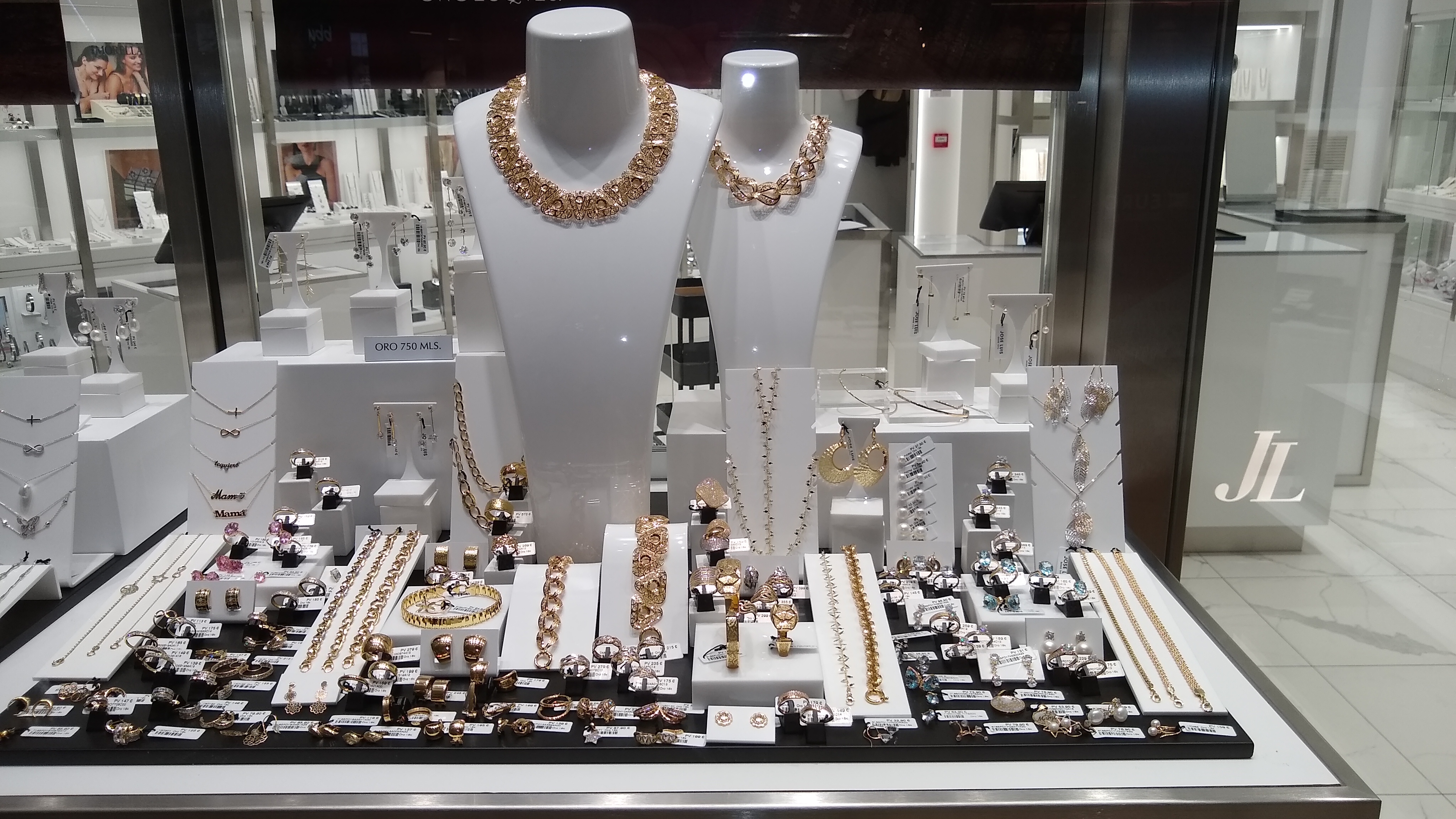
Escaparate de Jose Luis Joyerías

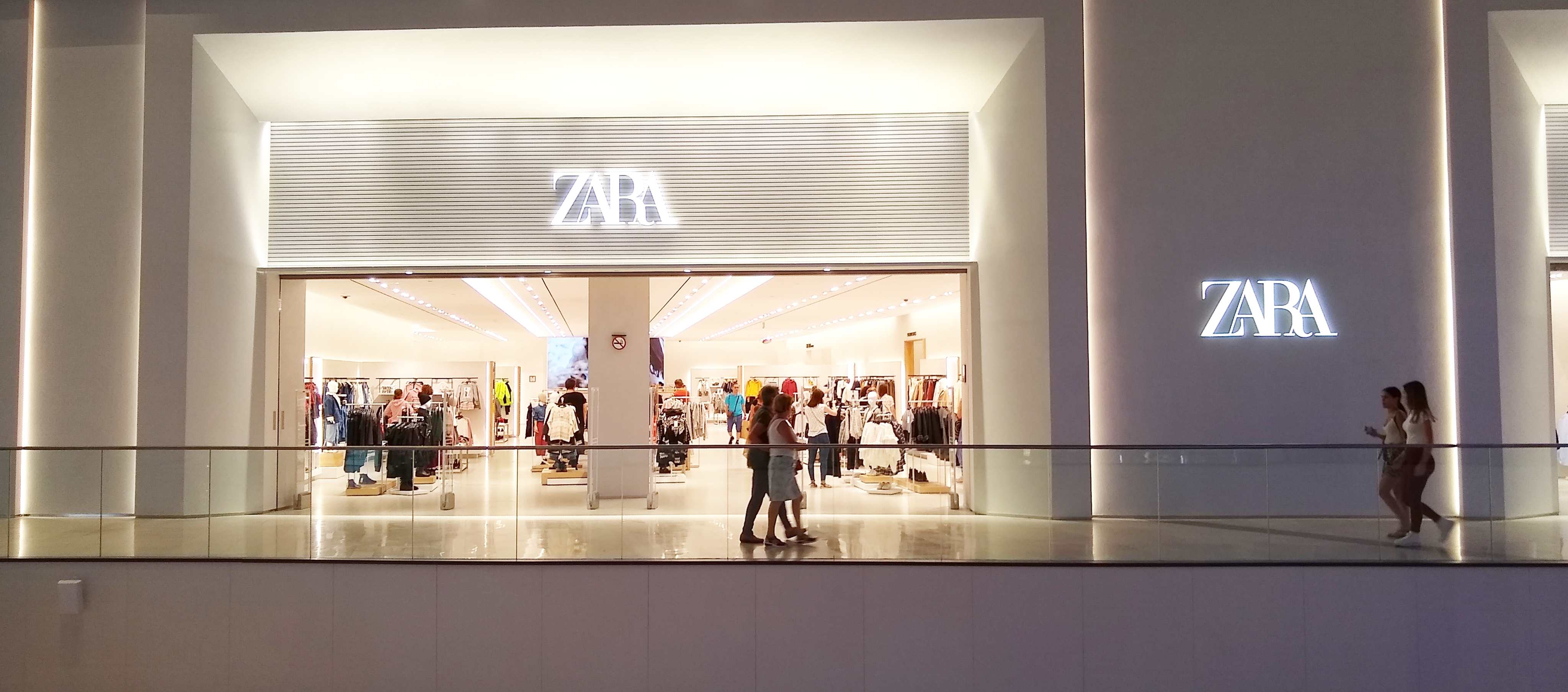
Tienda Zara en el centro comercial

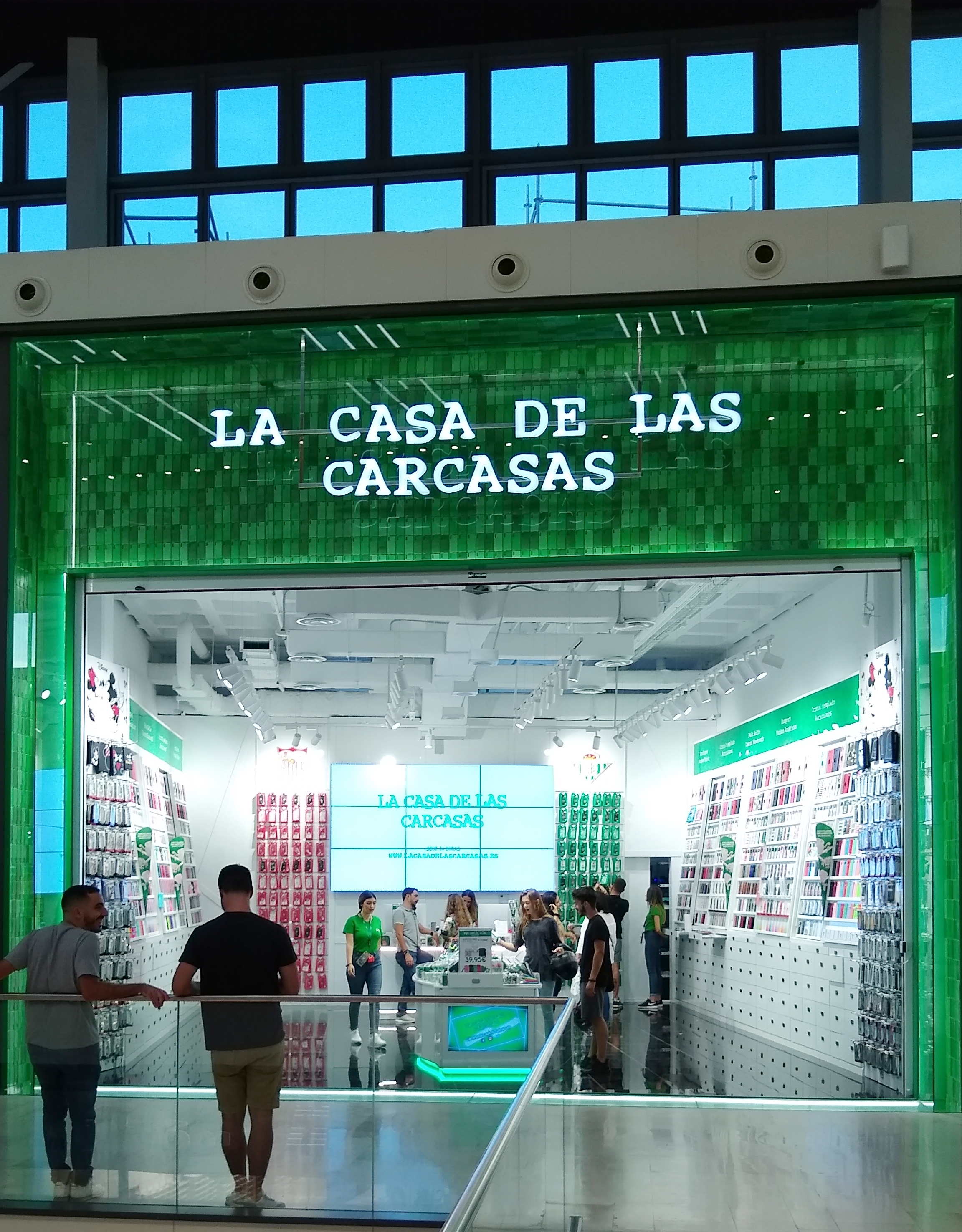
La Casa de las Carcasas

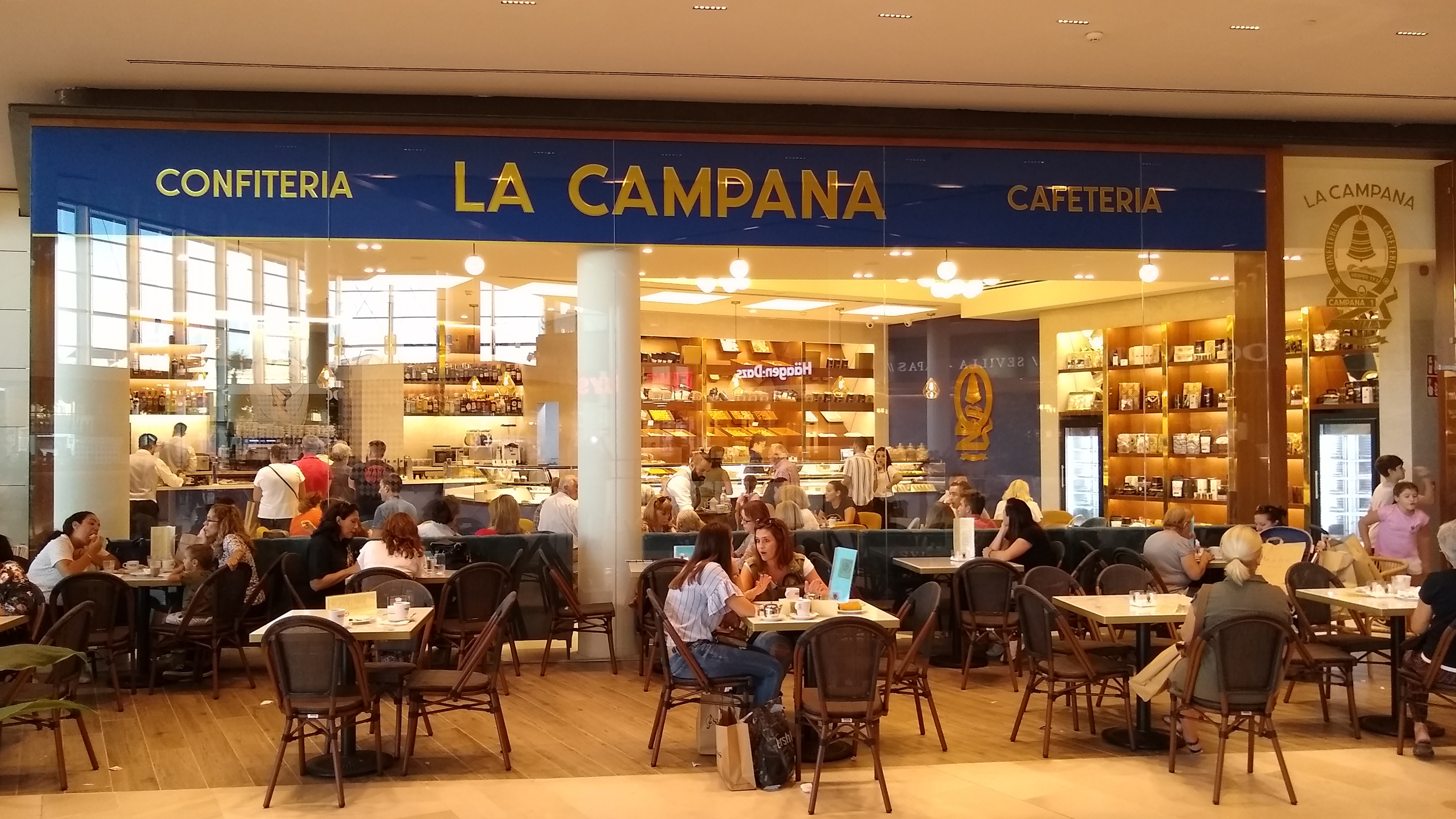
Confitería La Campana

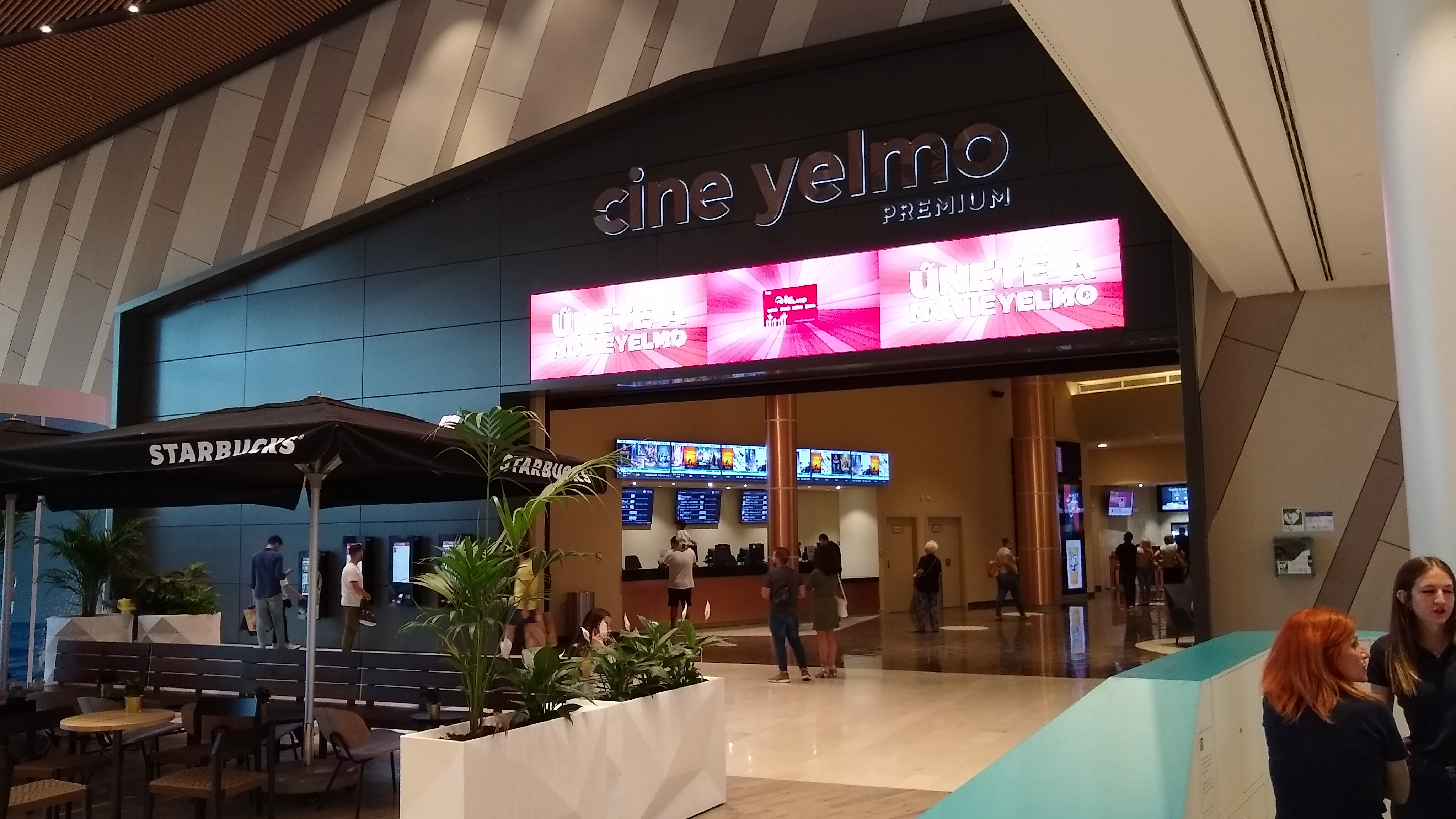
Entrada de los cines Yelmo

- Álvaro Moreno
- Adriann Lasconi
- AmaloA
- Apart
- Balbino Bernal
- Bata Aw Lab
- Benetton
- Bershka
- Bimba y Lola
- Calzedonia
- Citees
- Cortefiel
- Deichmann
- Desigual
- El Ganso
- Etam
- H&M
- Hawkers
- Hollister
- Hunkemöller
- Inside
- Jack&Jones
- Jose Luis Joyerías
- JVZ
- Koröshi
- Krack
- Lefties
- Levi´s
- Mango
- Marypaz
- Massimo Dutti
- Mayoral
- Merkal
- Misako
- NewYorker
- Noon
- Oysho
- Pandora
- Parfois
- Pepe Pinreles
- Pikolinos
- Joyería Platería Mi Deseo
- Point
- Primark
- Pull & Bear
- Punt Roma
- RKS
- Salsa
- Scalpers
- Sfera
- Skechers
- Spagnolo
- Springfield
- Stradivarius
- Time Road
- Tous
- Valentina
- Victoria´s Secret
- Women´ Secret
- Zara

#### Hogar
- Don Regalón
- Flying Tiger Copenhague
- Zara Home

#### Alimentación
- Belros
- Mercadona
- Tea Shop

#### Deporte
- Adidas
- Base
- Décimas
- Foot Locker
- Futbol Emotion
- JD Sports
- Sprinter

#### Belleza
- Druni
- Equivalenza
- Flap
- Opatra London
- Primor
- Rituals
- The Body Shop

#### Tecnología y servicios telefónicos
- Casa móvil
- iQOS
- Jazztel
- Más Life
- Media Markt
- Movistar
- Orange
- Phone House
- Pop Mobile
- Rossellimac (Apple)
- Sin Humo Sevilla
- Vodafone

#### Servicios
- Centros Ideal
- D-Uñas
- Dom Barberías
- Ebanni
- Farmacia El Trébol
- General Óptica
- ING
- Administración de Loterías
- María Hernández
- Multiópticas
- Once
- Soloptical
- Visualsun
- Estación de carga para VMP

#### Otros
- Friking
- Juguettos
- La Amparo
- La Casa de las Carcasas
- LEGO
- Mercedes-Benz (concesionario)
- Milbby
- Prenatal
- Tiendanimal
- World Cell[12]

### Restauración
- 100 Montaditos
- Amazonia Chic
- Bey Kebab
- Brasayleña
- Canel Rolls
- Don G
- El Tinglao
- Five Guys
- Foster´s Hollywood
- Ginos
- Häagen-Dazs
- Hot Dogging
- Ice Wave
- Ice Co Bar
- KFC
- La Campana
- La Piemontesa
- Llaollao
- Loops Coffee
- Majareta
- McDonald´s
- Muerde la Pasta
- Pans & Company
- Panther
- Papizza
- Popeyes
- Pura Vida
- Ribs
- Starbucks
- Sushi Naroo
- Taco Bell
- TGB
- Vips
- Volapié
- Wok To Show[13]

### Ocio
- Lagoh Boat (alquiler de barcas)
- Pause & Play
- Urban Planet
- Yelmo Cines
- Piscina de olas[14]